# ألتون س. باركر
ألتون س. باركر هو ضابط شرطة كندي، ولد في 3 يوليو 1907، وتوفي في 28 فبراير 1989.